# 約瑟夫·蘭扎

約瑟夫·蘭扎的紐約市警察局面部照片

約瑟夫·蘭扎（英語：Joseph A. "Socks" Lanza，1904年–1968年10月11日）是一名紐約的勞工敲詐販和吉諾維斯犯罪家族的成員，他在1923年至1968年期間透過海鮮工人聯合工會359號分部（United Seafood Worker's Union local 359）控制了曼克頓下城的富頓魚市場。

## 生平
蘭扎出生於意大利西西里島的帕勒莫，後來移民到美國並在紐約定居，在曼克頓下城的富頓魚市場擔任搬運工。蘭扎很快就參與了工會活動，到1923年，他已成為海鮮工人聯合工會（簡稱USW）的組織者。正是在這一時期，蘭扎參與有組織的犯罪活動，最終成為盧西安諾（後來變成吉諾維斯）犯罪家族的成員。作為當地USW 359號的負責人，蘭扎以延遲裝載和卸裝易腐爛的貨物來威脅批發商，導致僅富頓魚市場就有2000萬美元的利潤。他是哥倫布犯罪家族黑幫合夥人哈利·蘭扎（Harry Lanza）的父親，哈利於1950年5月4日出生，2007年在紐約州的海德公園去世。
雖然蘭扎在1938年被判犯有勞工敲詐罪，但在1940年代早期時，他成為守護紐約濱水區的一個重要人物。蘭扎親自為美國海軍情報局（ONI）提供建議，與當地的碼頭工人和漁民合作追蹤潛艇，結果在濱水設施中獲得了關鍵的戰略位置，並為第三海軍區有效地進行反間諜活動。
盡管蘭扎協助確保了紐約濱水區的安全，但他在下一年被判犯敲詐勒索罪，並被判處7年半至10年的監禁。1950年出獄後，蘭扎恢復了他在富頓魚市場的領導地位，盡管1957年因違反假釋規定而被捕，但他一直控制著該地區，直到他在1968年10月11日去世為止。

## 延伸閱讀
- 《Organized Crime: A Global Perspective》中的「A Modern Marriage of Convenience: Organized Crime and U.S. Intelligence」（1986年），作者：Robert J. Kelly

## 外部連結
- 在Find a Grave上的約瑟夫·蘭扎